# بابااحمدی

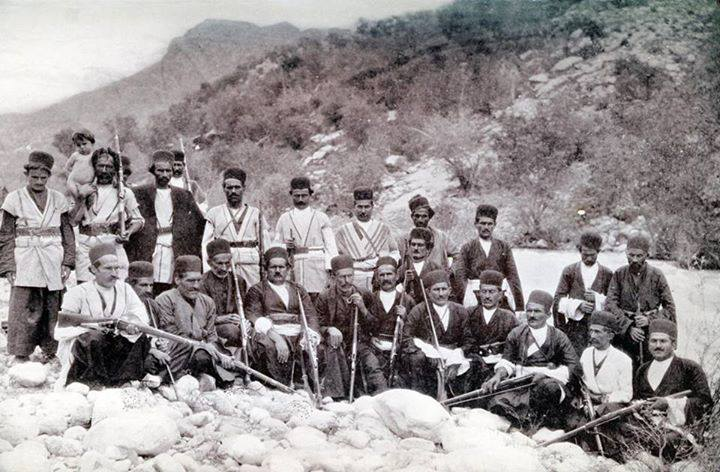
کلانتران طایفه بابااَحمدی درسال ۱۹۲۵ میلادی

بابااَحمدی یا بامِدی یکی از طوایف ایل بختیاری است که جزو شاخه هفت‌لنگ و از باب دورکی می‌باشد.

## پراکندگی جغرافیایی
- ییلاق: شهرستان‌های کوهرنگ، لردگان ، خانمیرزا و فارسان ،فلارد در استان چهارمحال و بختیاری

- قشلاق: شهرستان‌های شوشتر، ایذه، لالی، اندیکا و مسجدسلیمان در استان خوزستان

کوپر اولین پژوهشگری بود که به میان ایل بزرگ بختیاری رفت و همراه با طایفه بامدی از قشلاق این طایفه، خوزستان به ییلاق آنها در زردکوه بختیاری، کوچ کرد. همچنین وی فیلمی مستند و کتابی با عنوان علف : نبرد یک ملت برای زندگی درباره کوچ این طایفه ساخت.

## تقسیمات ایلی
طایفه بابااحمدی شامل دو تیره بزرگ (سراج‌ الدین و کی اشکی) می‌باشد که هر یک از این دو تیره به چند اولاد دیگر تقسیم می‌شود. اعضای هر تیره و اولاد از یک نیای مشترک به شمار می‌روند. تیره‌های طایفه بابااحمدی به شرح زیر می‌باشد.

از راست : مریان سی کوپر (پژوهشگر آمریکایی)، حیدرخان کریمی بابااحمدی (کلانتر طایفه)، لطفعلی کریمی بابااحمدی (فرزند حیدرخان)، ارنست شودساک (عکاس آمریکایی)

‌●کشکی یا کی اشکی یا کی اشکبوس:
۱ سمالوَند 
۲ باباوند
۳ عربوَند 
۴ کریموند
۵ کاظموند
۶میرزاحسینوند
۷ شنبهوند
۸ القاصوند
۹ پنجوند
۱۰ میلانوند

●تیره سراجدین:
۱ عدوی
۲ برام
۳ کوهی
۴ احمدفخرالدین
۵ درویش میرحاج
۶ درویش آدمی